# Jeffrey E. Young
Ph.D.Dr. Jeffrey E. Young (9 maart 1950) is een Amerikaanse psycholoog en auteur, die bekend staat voor het ontwikkelen van schematherapie. Hij is tevens de oprichter van het Schema Therapy Institute.

## Biografie

### Studie
Na het behalen van een bachelorgraad aan Yale-University, studeerde hij verder aan de University of Pennsylvania waar hij zijn master behaalde. Na het behalen van zijn master studeerde Young verder aan de University of Pennsylvania in het Center for Cognitive Therapy, waar hij onder andere les kreeg van Aaron T. Beck. Hij kreeg aan dat instituut een aanstelling als onderzoeksdirecteur. Daar kreeg hij vooral te maken met patiënten met een depressieve stoornis. In de jaren 1980 maakte hij daar kennis met Gestalttherapie.

### Carrière
In 1984 verhuisde Young naar Manhattan en begon daar een praktijk voor cognitieve therapie. Hij kreeg daar te maken met patiënten met persoonlijkheidsstoornissen. Hij merkte bij de patiënten die hij behandelde als psycholoog er vaak patronen aanwezig waren in hun gedachten, gevoelens en gedrag. Deze patronen noemde hij schema's. Het zijn overtuigingen die de patiënt heeft over zichzelf en die ontstaan zijn tijdens de jeugd. De overtuigingen werken belemmerend tijdens het latere leven.  
Young ontwikkelde vanaf 1990 met zijn collega's een therapie met als uitgangspunt het bestaan van deze schema's en paste dat in eerste instantie toe bij mensen met een persoonlijkheidsstoornis zoals borderline, later ook bij andere stoornissen zoals depressie.
Op grond hiervan staat Young voornamelijk bekend als grondlegger van Schematherapie, waarbij bestaande technieken uit cognitieve gedragstherapie, psychoanalytische objectrelatietheorie, hechtingstheorie en gestalttherapie gecombineerd worden.  
Naast zijn werk van het ontwikkelen en uitdragen van deze therapie geeft hij wereldwijd lezingen en is hij medeauteur van een onderzoek waarin de doeltreffendheid van cognitieve therapie wordt vergeleken met antidepressivummedicatie.